# Archéparchie de Homs des Melkites
L'archéparchie de Homs des Melkites-Hama-Yabrud (en latin : Archieparchia Hemesena Graecorum Melkitarum-Epiphaniensis-Iabrudensis) est une archiéparchie métropolitaine (archidiocèse catholique de rite oriental) de l'Église grecque-catholique melkite (rite byzantin, en langue arabe) qui siège dans la ville de Homs (en latin : Hemesena ou Emesena) en Syrie. L'archiéparchie a été fondée le 4 mars 1849 et n'a pas d'éparchies suffragantes, mais deux titres éparchiaux : Hama (en latin : Epiphania) et Yabrud (en latin : Iabruda). 

## Territoire
Le siège archiparchial est la ville de Homs, où se trouve la cathédrale Notre-Dame de la Paix.
À Yabrud (Jabrud) se trouve la co-cathédrale saint Constantin-et-sainte Hélène.
L'archiéparchie s'étend à la partie centrale de la Syrie, correspondant à peu près aux gouvernorats de Hama et de Homs.
Le territoire est divisé en 22 paroisses et il y avait 30 000 melkites catholiques en 2010.

## Histoire
L'archiéparchie est composée de territoires qui constituaient jadis trois circonscriptions ecclésiastiques distincts : Homs, Hama et Yabrud.
À la naissance de l’Église grecque melkite en 1724, les trois éparchies se sont progressivement unies.
L'union définitive a eu lieu sous le patriarcat de Maximos III Mazloum qui a érigé contextuellement l'éparchie de Homs en une archiéparchie métropolitaine le 4 mars 1849, les titres de l'archiéparchie catholique melkite de Hama et de l'éparchie catholique melkite de Yabrud (Jabrud) étant officiellement unis au nouveau métropolitanat.

## Liste des évêques
Archiéparques métropolitains de Homs
- Ignace † (mentionné en 1759);
- Jérémie † (mentionné en 1790);
- Gregory Atta (en) † (20 février 1848 - 3 décembre 1899, décédé);
- Flavien Kfoury (en) † (21 novembre 1901 - 1920, démissionné), archevêque titulaire de Palmyre (de) des Melkites (1920 - ?);
- Basile Khouri (en) † (20 novembre 1920 - 15 octobre 1938, décédé), archevêque titulaire de Sergiopolis (de) (15.10.1938 - 21.11.1941, décédé);
- Athanase Toutounji † (1er octobre 1938 - 5 décembre 1961 nommé archevêque d'Alep), ancien Supérieur général de l'Ordre basilien des Alépiens (B.A.) (1934 - 1940), plus tard archiéparque métropolitain d'Alep des Grecs-Melkites (Syrie) (05.12.1961 - 06.03.1968), archevêque titulaire de Tarse des Grecs-melchites (de) (06.03.1968 - 20.02.1981, décès);
- Jean Bassoul (en), BS † (5 décembre 1961 - 21 août 1971), nommé plus tard archevêque de Zahlé et Furzol (it) (Liban) (21.08.1971 - 09.08.1977);
- Denys Gaith (en), BC † (19 août 1971 - 22 mars 1986, décédé);
- Abraham Nehmé (en), BC (20 août 1986 - 20 juin 2005, retiré);
- Isidore Battikha (en), BA (9 février 2006 - 6 septembre 2010, démission), ancien archevêque de Pelusium des Grecs-melchites (de) (25.08.1992 - 09.02.2006), évêque auxiliaire d'Antioche des Grecs-Melkites (Syrie) (25.08.1992 - 09.02.2006);
- Jean-Abdo Arbach, BC, depuis le 23 juin 2012, ancien évêque titulaire de Hilta (17.10.2006 - 11.11.2006), exarque apostolique d'Argentine des Grecs-Melkites (17.10.2006 - 23.06.2012), évêque titulaire de Palmyre (de) des Grecs-Melkites (11.11.2006 - 23.06.2012).

## Statistiques
L'archiéparchie fin 2016 comptait 70 000 baptisés. 
| année | population | population | population | prêtres | prêtres   | prêtres   | prêtres             | diacres | religieux | religieux | paroisses |
| année | baptisés   | total      | %          | nombre  | séculiers | réguliers | baptisés par prêtre | diacres | moines    | moniales  | paroisses |
| ----- | ---------- | ---------- | ---------- | ------- | --------- | --------- | ------------------- | ------- | --------- | --------- | --------- |
| 1950  | 9.000      | 470.000    | 1,9        | 10      | 9         | 1         | 900                 |         |           |           | 15        |
| 1980  | 17.700     | ?          | ?          | 11      | 4         | 7         | 1.609               |         | 8         | 29        | 12        |
| 1990  | 25.000     | ?          | ?          | 15      | 6         | 9         | 1.666               |         | 10        | 21        | 15        |
| 1999  | 25.000     | ?          | ?          | 17      | 14        | 3         | 1.470               |         | 3         | 20        | 20        |
| 2000  | 27.250     | ?          | ?          | 18      | 15        | 3         | 1.513               |         | 3         | 20        | 18        |
| 2001  | 48.000     | ?          | ?          | 15      | 14        | 1         | 3.200               |         | 1         | 18        | 16        |
| 2002  | 27.000     | ?          | ?          | 14      | 13        | 1         | 1.928               |         | 2         | 22        | 17        |
| 2003  | 27.000     | ?          | ?          | 15      | 14        | 1         | 1.800               |         | 1         | 25        | 17        |
| 2004  | 27.000     | ?          | ?          | 14      | 13        | 1         | 1.928               | 1       | 2         | 31        | 17        |
| 2006  | 30.000     | ?          | ?          | 27      | 23        | 4         | 1.111               |         | 6         | 25        | 17        |
| 2009  | 30.000     | ?          | ?          | 21      | 19        | 2         | 1.428               | 2       | 3         | 25        | 21        |
| 2010  | 30.000     | ?          | ?          | 19      | 18        | 1         | 1.578               | 2       | 2         | 28        | 21        |
| 2016  | 70.000     | ?          | ?          | 16      | 15        | 1         | 4.375               | 1       | 2         | 16        | 22        |